# Lijst van dubieuze werken van Dietrich Buxtehude
Deze lijst bevat de werken waarvan betwijfeld wordt of deze door de Deens-Duitse componist Dietrich Buxtehude zijn gecomponeerd en werken die ten onrechte aan deze componist zijn toegeschreven. De werken zijn genummerd oplopend naar het BuxWV-nummer.

## Composities wellicht van Buxtehude
- BuxWV Anh. 1 — Magnificat anima mea Domine
- BuxWV Anh. 2 — Man singet mit Freuden vom Sieg
- BuxWV Anh. 3 — Oratorium 'Das jüngste Gericht'
- BuxWV Anh. 4 — Natalia Sacra (verloren gegaan)
- BuxWV Anh. 5 — Sonata in d mineur
- BuxWV Anh. 6 — Courante in D majeur voor klavecimbel
- BuxWV Anh. 7 — Courante in G majeur voor klavecimbel
- BuxWV Anh. 8 — Simphonie in G majeur

## Ten onrechte toegeschreven aan Buxtehude
- BuxWV Anh. 9 — Cantate 'Erbam dich mein, o Herre Gott' (door Lovies Busbetzky)
- BuxWV Anh. 10 — Psalm 'Laudate Dominum omnes gentes' (door Lovies Busbetzky)
- BuxWV Anh. 11 — Korale prelude 'Erhalt uns Herr, bei deinem Wort' voor klavecimbel (werkelijke componist niet bekend)
- BuxWV Anh. 12 — Suite in d mineur voor klavecimbel (door Nicolas Lebègue)
- BuxWV Anh. 13 — Suite in g mineur voor klavecimbel (door Nicolas Lebègue)